# Kristóf Károly
Kristóf Károly, Löbl Sámuel (Budapest, Erzsébetváros, 1904. március 3. – Budapest, 1994. július 12.) magyar újságíró, író.

## Élete
Löbl Zsigmond vaskereskedő és Rosenfeld Fanny fia. A keresztrejtvény magyarországi meghonosítójaként került neve a sajtótörténelembe. Az újdonság a „Ma este” című lapban jelent meg 1925. január 22-én. Több rejtvényt nem készített, viszont alapító tagja volt a Füles magazinnak, ahol évtizedekig szerkesztőként dolgozott. Írt számos daljátékot, bohózatot, sláger- és nótaszöveget, több opera magyar nyelvű fordítását is ő készítette. Évtizedeken át a művészvilág jellegzetes alakja, krónikása volt.

## Művei

### Könyvek
- Beszélgetések Bartók Bélával (1957)
- Bartókiána; Bartók et al. írásai alapján összeáll. Kristóf Károly; inː Színházi műhely. Három rendezőpéldány; Gondolat, Budapest, 1975
- A Halálos tavasztól a Gestapo fogságig. Megjelent a Világ c. lap 1947-48. évfolyamában folytatásokban; Magyar Újságírók Országos Szövetsége; Krónika, Budapest, 1987

### Operafordítások
- Donizetti: Szerelmi bájital
- Massenet: Don Quijote
- Gershwin: Porgy és Bess

### Forgatókönyvek
- Nászút féláron; Szenzáció (1936)

### Színház
- Bartókiána (1971) A Thália Színház nyitó előadása. Rendezte: Kazimir Károly

### Rádióoperett
- Szép juhászné. (Huszka Jenő, 1954). Később a Szegedi Nemzeti Színház is bemutatta
- Minden jegy elkelt. Egyik legnagyobb sikerét aratta ezzel az 1958-ban bemutatott művel. A zeneszerző Gyöngy Pál volt. A főszereplők Neményi Lili, Vetró Margit, Bitskey Tibor-Bende Zsolt, Kiss Manyi, Rozsos István, Békés Rita és Mányai Lajos voltak

### Slágerek
- Szeretlek Budapest (Gyöngy Pál)
- Hívjon fel éjszaka telefonon (Malcsiner Béla)
- Beszéljünk másról (Ubrach Pál)
- Honvágy (de Fries Károly)

## Díjai
- Aranytoll (1984)
- Művészeti Alap zenei díja (1989)